# Золотое кольцо (монеты)
Золотое кольцо — серия памятных монет Центрального банка Российской Федерации, посвящённых Золотому кольцу России.

Туристический маршрут, проходящий по древним русским городам, в которых сохранились уникальные памятники истории и культуры России, центрам народных ремёсел. Количество и состав городов в конкретном маршруте может быть разным. Ниже перечислены населённые пункты, которые входят в разные маршруты. Столица Золотого Кольца — город Ярославль.

В Золотое кольцо входят восемь основных городов — Сергиев Посад, Переславль-Залесский, Ростов, Ярославль, Кострома, Иваново, Суздаль и Владимир. Остальной список (Александров, Боголюбово, Гороховец, Гусь-Хрустальный, Калязин, Кидекша, Москва, Муром, Палех, Плёс, Рыбинск, Тутаев, Углич, Юрьев-Польский, Шуя и др.) является дискуссионным.

## История выпуска
C 2004 по 2008 годы Банк России выпустил серию памятных монет из серебра и золота, посвященную городам Золотого Кольца. (Приведены только реверсы):

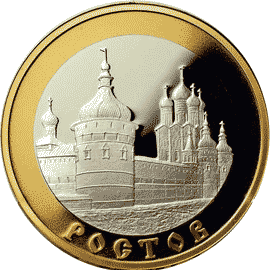
5 рублевая монета 2004 г. с изображением Ростова.
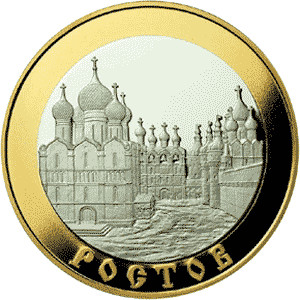
100 рублевая монета 2004 г. с изображением Ростова.
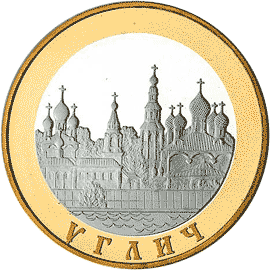
5 рублевая монета 2004 г. с изображением Углича.
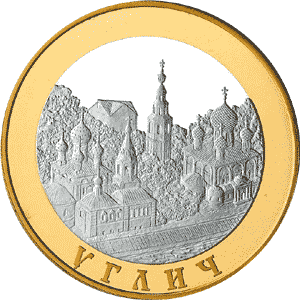
100 рублевая монета 2004 г. с изображением Углича.
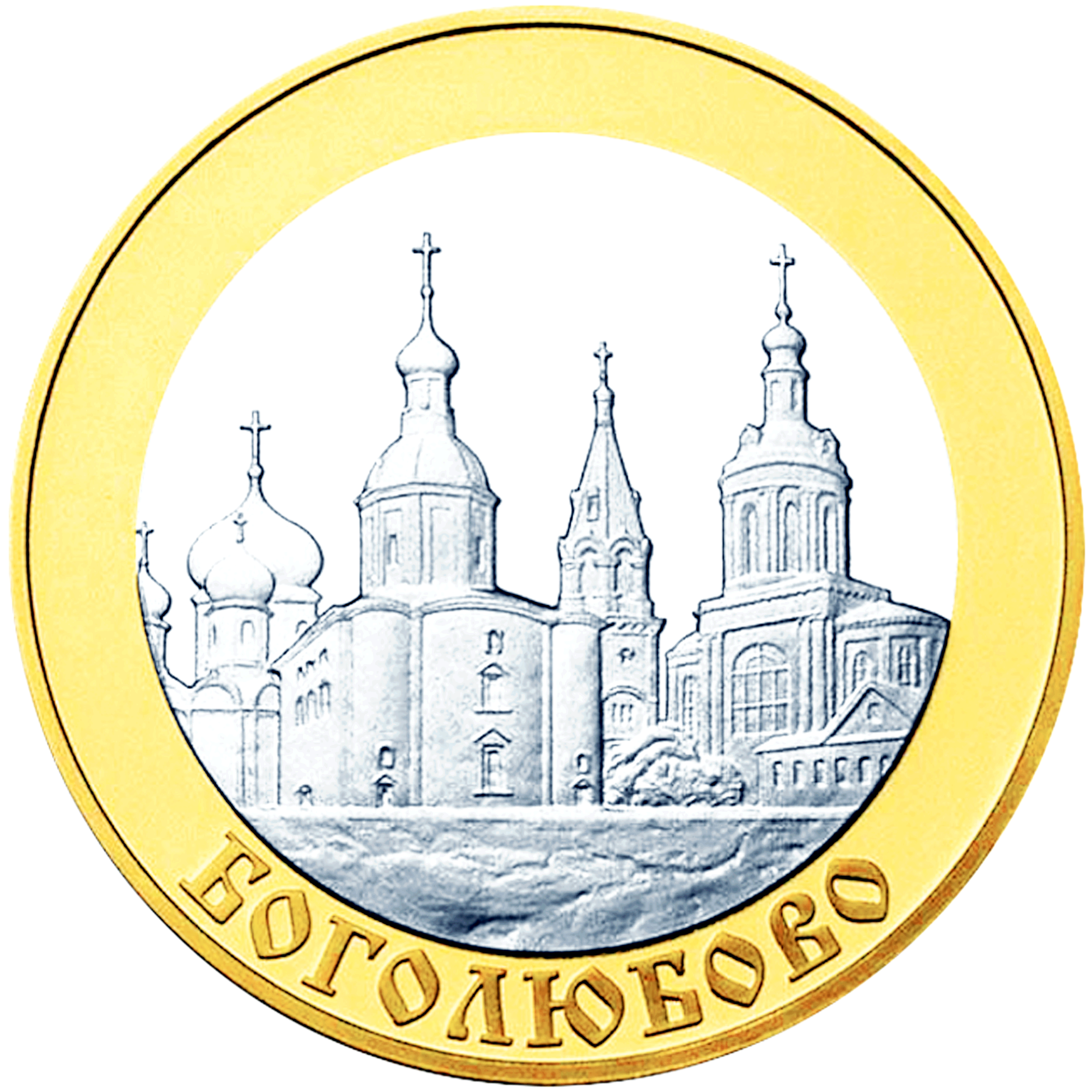
5 рублевая монета 2006 г. с изображением Боголюбова.
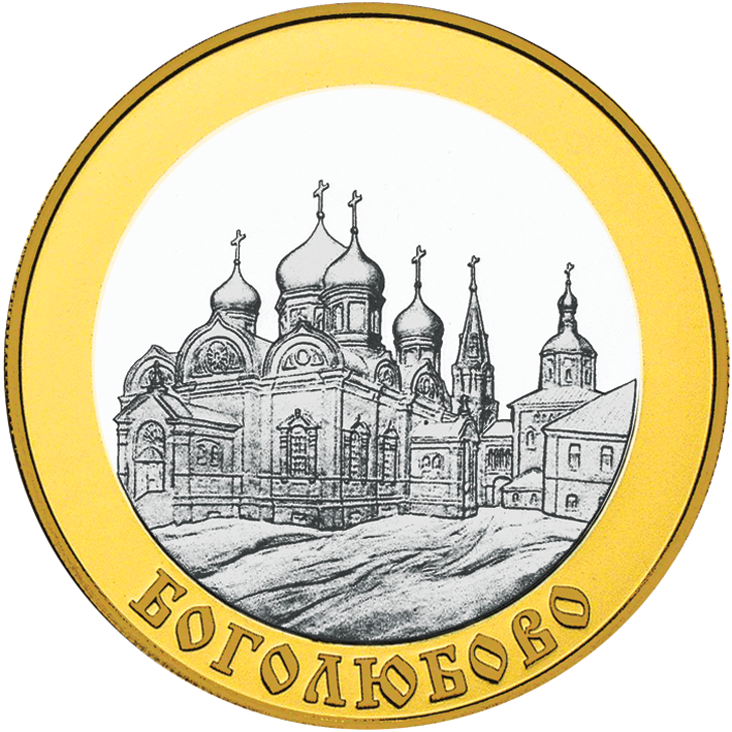
100 рублевая монета 2006 г. с изображением Боголюбова.

Всего в серии 12 монет номиналом по 5 рублей и 100 рублей. Все они относятся к памятным инвестиционным монетам. Исполнение последних монет выше чем тех которые чеканились в начале 2004 года, в них увеличено содержание драгоценных металлов. Все монеты отчеканены из двух драгоценных металлов — золота и серебра. Название серии — «Золотое кольцо России» — обыграно визуально: на каждой монете диск из серебра, на котором отчеканено основное изображение, обрамлен ярким золотым кольцом.
Раз в два года выходят по два выпуска монет, посвященные двум городам. В 2010 и 2012 году монеты этой серии не выпускались.

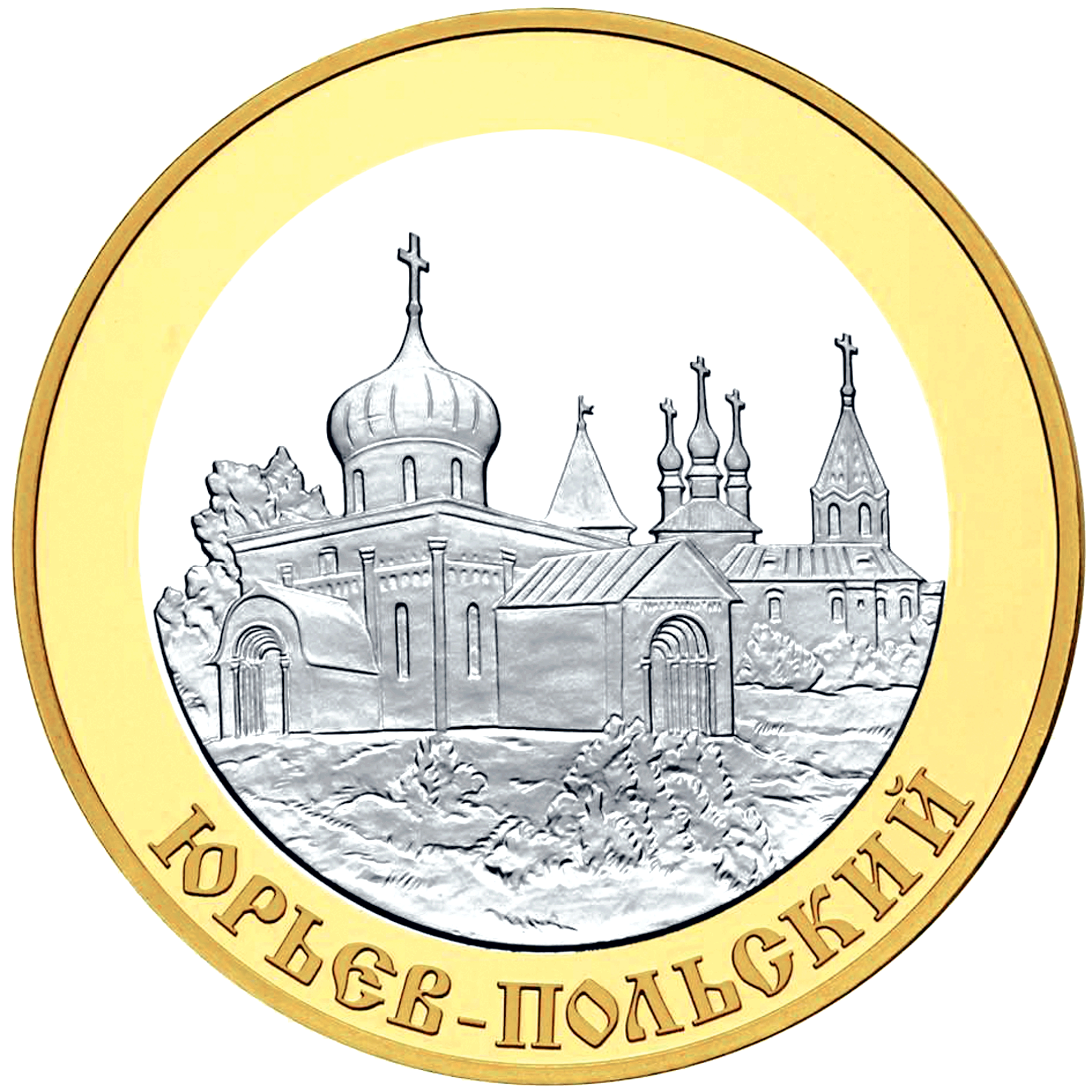
5 рублевая монета 2006 г. с изображением Юрьева-Польского.
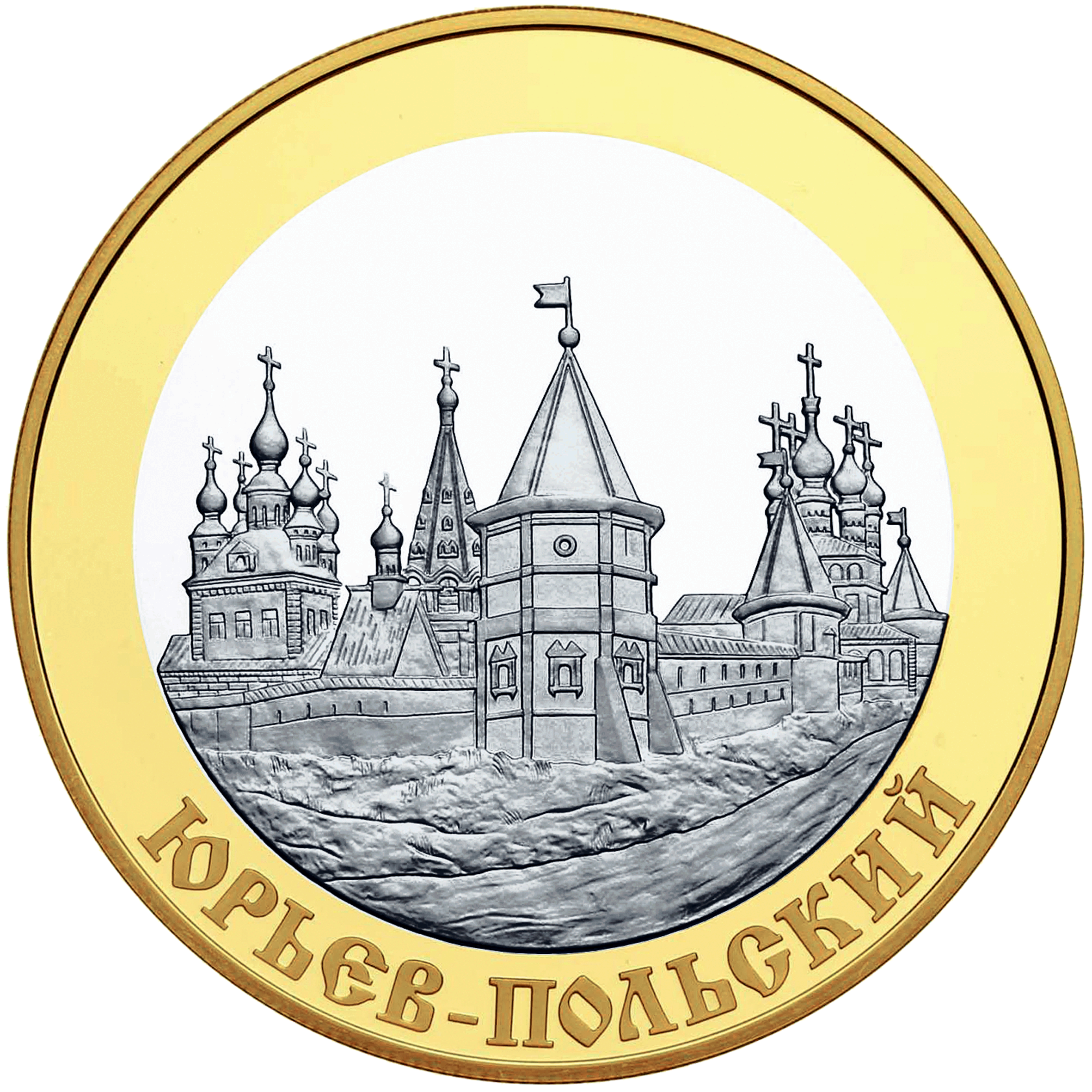
100 рублевая монета 2006 г. с изображением Юрьева-Польского.
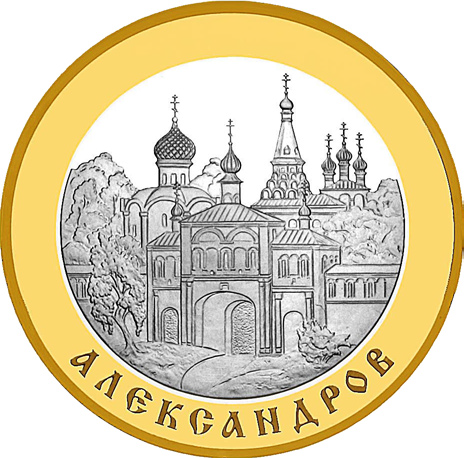
5 рублевая монета 2008 г. с изображением Александрова.
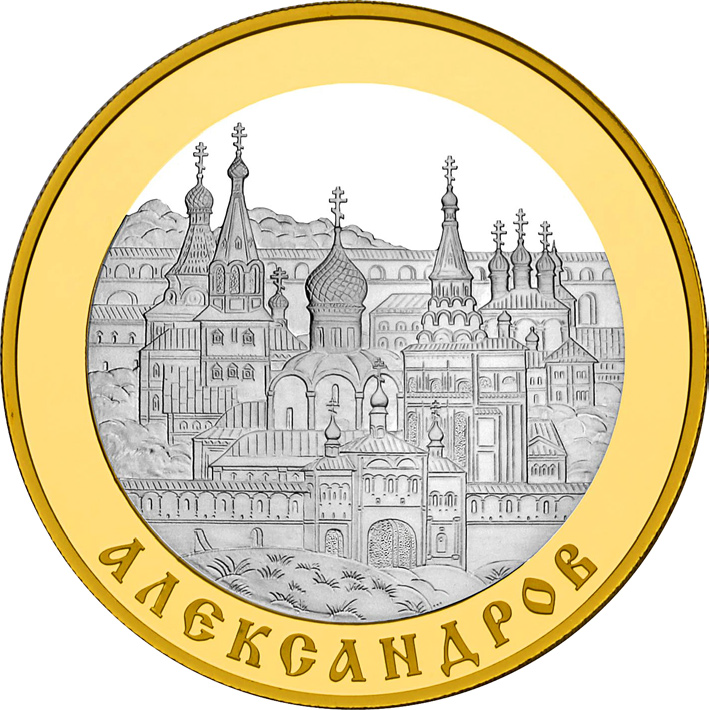
100 рублевая монета 2008 г. с изображением Александрова.
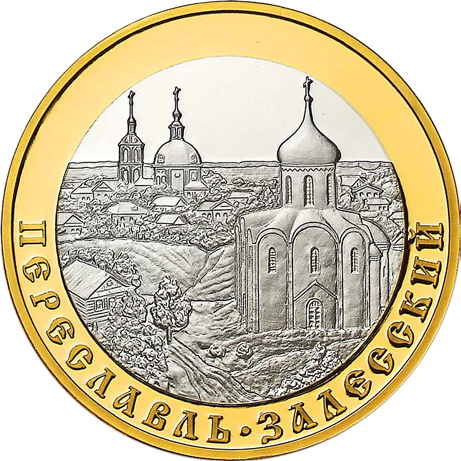
5 рублевая монета 2008 г. с изображением Переславля-Залесского.
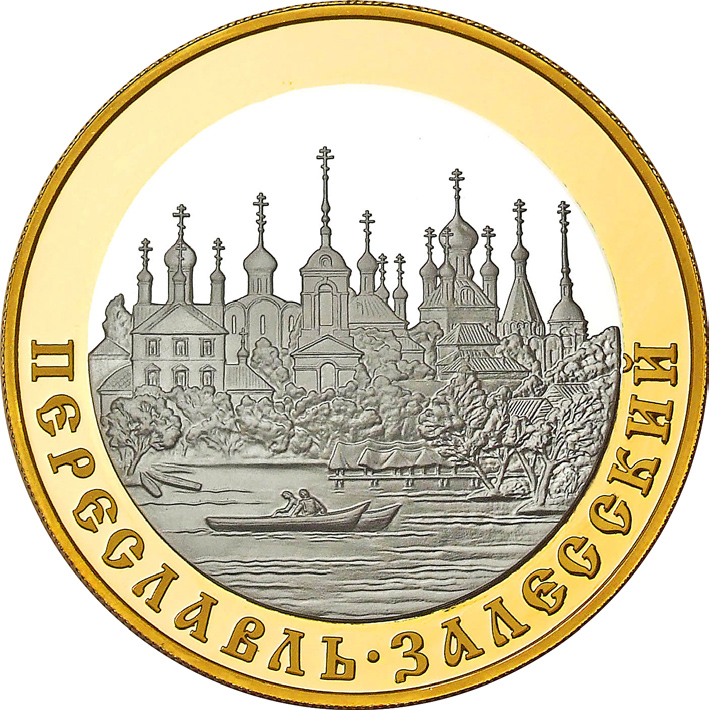
100 рублевая монета 2008 г. с изображением Переславля-Залесского.

Общий тираж серии — 20 500 монет. Самый малочисленный выпуск — 100 рублей Боголюбово и Юрьев-Польский 2006 года, по 250 монет. На российском рынке цены на монеты стартуют от 30 000 рублей за штуку.

## О монетах
Монеты 2004 года стали первыми, в истории современной российской нумизматики, выполненными из двух благородных металлов.

### 2004 год

#### 5 рублей
| Изображение | Описание | Примечание |
| --- | --- | --- |
| | На диске — эмблема Банка России (двуглавый орёл с опущенными крыльями, под ним — надпись полукругом «БАНК РОССИИ»), обрамлённая кругом из точек, слева — обозначение металла, проба сплава, справа — содержание драгоценного металла в чистоте. На кольце по окружности — надписи: вверху — «ПЯТЬ РУБЛЕЙ», внизу — «2004 г.», слева — обозначение металла, проба сплава, справа — содержание драгоценного металла в чистоте и товарный знак монетного двора. | |
| | На диске в центре — фрагмент крепостной стены с башней Ростовского кремля (XVII в.), слева — церковь Богоматери Одигитрии (1698 год), справа — церковь Иоанна Богослова (1683 год), на кольце внизу по окружности — надпись: «РОСТОВ» | - Название: Ростов - Дата выпуска: 27 декабря 2004 года - Каталожный номер: 5612-0001 - Художник: А. В. Бакланов. - Скульптор: И. С. Комшилов. - Чеканка: Московский монетный двор. - Оформление гурта: выступающая надпись «ЗОЛОТОЕ КОЛЬЦО РОССИИ», при этом каждое слово отделено друг от друга участком, состоящим из 20 рифов.         |
| Согласно данным археологии, старинное большое Сарское городище, первое укреплённое поселение на озере Неро, возникло в земле меря в VII веке и долгое время было мерянским племенным центром. О времени возникновения собственно Ростова, самая ранняя дендрохронологическая дата в котором относится к 963 году, существуют различные гипотезы: одни из них предполагают возникновение города в дославянскую эпоху, другие — перенос с языческого Сарского городища с сохранением его названия Ростов | | |
| | На диске — панорама памятников архитектуры города Углича, на кольце внизу по окружности — надпись: «УГЛИЧ». | - Название: Углич - Дата выпуска: 27 декабря 2004 года - Каталожный номер: 5612-0002 - Художник: А. В. Бакланов. - Скульптор: С. А. Корнилов. - Чеканка: Санкт-Петербургский монетный двор. - Оформление гурта: выступающая надпись «ЗОЛОТОЕ КОЛЬЦО РОССИИ», при этом каждое слово отделено друг от друга участком, состоящим из 20 рифов. |
| Название получил по всей вероятности, от того, что Волга здесь делает угол. Кроме того, существует две менее вероятных версии: от того, что в этом месте выжигали угли, и от того, что сюда, исключительно согласно данной гипотезе, был переселён народ «угличи» с реки Углы, притока Днепра. | | |

| Номинал  | Качество | Металл, проба                      | Масса общая, г | Содержание химически чистого металла не менее, г | Диаметр, мм   | Толщина, мм | Тираж, шт.            |
| -------- | -------- | ---------------------------------- | -------------- | ------------------------------------------------ | ------------- | ----------- | --------------------- |
| 5 рублей | пруф     | серебро 900/1000 ; золото 900/1000 | 48,05(±0,75)   | 23,30 ; 19,20                                    | 39,50 (±0,30) | 3,80(±0,35) | 5 000 (каждой монеты) |

#### 100 рублей
| Изображение | Описание | Примечание |
| ----------- | --- | --- |
|             | На диске — эмблема Банка России (двуглавый орёл с опущенными крыльями, под ним — надпись полукругом «БАНК РОССИИ»), обрамлённая кругом из точек, слева — обозначение металла, проба сплава, справа — содержание драгоценного металла в чистоте. На кольце по окружности — надписи: вверху — «СТО РУБЛЕЙ», внизу — «2004 г.», слева — обозначение металла, проба сплава, справа — содержание драгоценного металла в чистоте и товарный знак монетного двора. | |
|             | На диске в центре — звонница (1682—1687 гг.), слева — Успенский собор (XVI в.), справа — церковь Воскресения (1670 г.), на кольце внизу по окружности — надпись: «РОСТОВ». | - Название: Ростов - Дата выпуска: 27 декабря 2004 года - Каталожный номер: 5617-0001 - Художник: А. В. Бакланов. - Скульптор: И. С. Комшилов. - Чеканка: Московский монетный двор. - Оформление гурта: 252 рифления.         |
|             | | |
|             | На диске слева — церковь Дмитрия «на крови» (XVII в.), справа — колокольня и Спасо-Преображенский собор (XVIII в.), на втором плане — палаты царевича Дмитрия (XV в.), на кольце внизу по окружности — надпись: «УГЛИЧ». | - Название: Углич - Дата выпуска: 27 декабря 2004 года - Каталожный номер: 5617-0002 - Художник: А. В. Бакланов. - Скульптор: С. А. Корнилов. - Чеканка: Санкт-Петербургский монетный двор. - Оформление гурта: 252 рифления. |
|             | | |

| Номинал    | Качество | Металл, проба                      | Масса общая, г | Содержание химически чистого металла не менее, г | Диаметр, мм   | Толщина, мм | Тираж, шт.            |
| ---------- | -------- | ---------------------------------- | -------------- | ------------------------------------------------ | ------------- | ----------- | --------------------- |
| 100 рублей | пруф     | серебро 900/1000 ; золото 900/1000 | 259,10 (±3,50) | 124,40 ; 105,60                                  | 60,00 (±0,50) | 8,10 (±0,5) | 2 000 (каждой монеты) |

### 2006 год

#### 5 рублей
| Изображение | Описание | Примечание |
| --- | --- | --- |
| | На диске — эмблема Банка России (двуглавый орел с опущенными крыльями, под ним — надпись полукругом «БАНК РОССИИ»), обрамленная кругом из точек, слева — обозначение металла, проба сплава, справа — содержание драгоценного металла в чистоте. На кольце по окружности — надписи: вверху — «ПЯТЬ РУБЛЕЙ», внизу — «2006 г.», слева — обозначение металла, проба сплава, справа — содержание драгоценного металла в чистоте и товарный знак монетного двора. | |
| | На диске — архитектурный ансамбль Боголюбского монастыря, на кольце внизу по окружности — надпись: «БОГОЛЮБОВО». | - Название: Боголюбово - Дата выпуска: 3 ноября 2006 года - Каталожный номер: 5612-0003 - Художник: А. Д. Щаблыкин. - Скульптор: А. С. Хазов. - Чеканка: Московский монетный двор. - Оформление гурта: выступающая надпись «ЗОЛОТОЕ КОЛЬЦО РОССИИ», при этом каждое слово отделено друг от друга участком, состоящим из 20 рифов.                  |
| Боголюбово — бывшая резиденция князя Андрея Боголюбского (правил с 1157 по 1174). Боголюбово было основано в 1158 по распоряжению князя Андрея в это месте, так как Нерль связывала бассейн Оки с бассейном верхней Волги.                                                       | | |
| | На диске в центре — Георгиевский собор (1230—1234 гг.) на фоне Михаило-Архангельского монастыря, на кольце внизу по окружности — надпись: «ЮРЬЕВ-ПОЛЬСКИЙ». | - Название: Юрьев-Польский - Дата выпуска: 3 ноября 2006 года - Каталожный номер: 5612-0004 - Художник: А. Д. Щаблыкин. - Скульптор: А. М. Богданова. - Чеканка: Санкт-Петербургский монетный двор. - Оформление гурта: выступающая надпись «ЗОЛОТОЕ КОЛЬЦО РОССИИ», при этом каждое слово отделено друг от друга участком, состоящим из 20 рифов. |
| Город был основан в 1152 году Юрием Долгоруким. По его приказу была сооружена почти круглая крепость, которая была обнесена сохранившимися до наших дней земляными валами высотой до 7 м, с деревянными стенами. В центре крепости, в 1234 году был возведён Георгиевский собор. | | |

| Номинал  | Качество | Металл, проба                      | Масса общая, г | Содержание химически чистого металла не менее, г | Диаметр, мм   | Толщина, мм | Тираж, шт.            |
| -------- | -------- | ---------------------------------- | -------------- | ------------------------------------------------ | ------------- | ----------- | --------------------- |
| 5 рублей | пруф     | серебро 900/1000 ; золото 900/1000 | 48,05(±0,75)   | 23,30 ; 19,20                                    | 39,50 (±0,30) | 3,80(±0,35) | 1 000 (каждой монеты) |

#### 100 рублей
| Изображение | Описание | Примечание |
| ----------- | --- | --- |
|             | На диске — эмблема Банка России (двуглавый орел с опущенными крыльями, под ним — надпись полукругом «БАНК РОССИИ»), обрамленная кругом из точек, слева — обозначение металла, проба сплава, справа — содержание драгоценного металла в чистоте. На кольце по окружности — надписи: вверху — «СТО РУБЛЕЙ», внизу — «2006 г.», слева — обозначение металла, проба сплава, справа — содержание драгоценного металла в чистоте и товарный знак монетного двора. | |
|             | На диске слева — собор Рождества Пресвятой Богородицы (XII—XVIII вв.), справа — Успенская надвратная церковь с колокольней, на кольце внизу по окружности- надпись: «БОГОЛЮБОВО». | - Название: Боголюбово - Дата выпуска: 3 ноября 2006 года - Каталожный номер: 5617-0003 - Художник: А. Д. Щаблыкин. - Скульптор: А. И. Парфенов. - Чеканка: Московский монетный двор. - Оформление гурта: 252 рифления.              |
|             | | |
|             | На диске в центре — Михаило-Архангельский монастырь, на кольце внизу по окружности- надпись: «ЮРЬЕВ-ПОЛЬСКИЙ» | - Название: Юрьев-Польский - Дата выпуска: 3 ноября 2006 года - Каталожный номер: 5617-0004 - Художник: А. Д. Щаблыкин. - Скульптор: Л. С. Камшилов. - Чеканка: Санкт-Петербургский монетный двор. - Оформление гурта: 252 рифления. |
|             | | |

| Номинал    | Качество | Металл, проба                      | Масса общая, г | Содержание химически чистого металла не менее, г | Диаметр, мм   | Толщина, мм | Тираж, шт.          |
| ---------- | -------- | ---------------------------------- | -------------- | ------------------------------------------------ | ------------- | ----------- | ------------------- |
| 100 рублей | пруф     | серебро 900/1000 ; золото 900/1000 | 259,10 (±3,50) | 124,40 ; 105,60                                  | 60,00 (±0,50) | 8,10 (±0,5) | 250 (каждой монеты) |

### 2008 год
В 2008 году изменились характеристики монет, а именно увеличилась проба и снизился вес.

#### 5 рублей
| Изображение | Описание | Примечание |
| --- | --- | --- |
| | На диске — эмблема Банка России (двуглавый орёл с опущенными крыльями, под ним — надпись полукругом «БАНК РОССИИ»), обрамленная кругом из точек, внизу: слева — обозначения драгоценного металла и пробы сплава, справа — содержание химически чистого металла. На кольце надписи полукругом — вверху: «ПЯТЬ РУБЛЕЙ», внизу: слева — обозначения драгоценного металла и пробы сплава, в центре — дата выпуска: «2008 г.», справа — содержание химически чистого металла и товарный знак монетного двора. | |
| | На диске слева — земляные валы древнего укрепления, справа — Спасо-Преображенский собор, на втором плане очертания городских построек, деревьев и куполов церквей, на кольце внизу по окружности — надпись: «ПЕРЕСЛАВЛЬ-ЗАЛЕССКИЙ». | - Название: Переславль-Залесский - Дата выпуска: 1 октября 2008 года - Каталожный номер: 5612-0005 Архивная копия от 20 января 2020 на Wayback Machine - Художник: А. Д. Щаблыкин. - Скульптор: А. И. Молостов. - Чеканка: Московский монетный двор. - Оформление гурта: выступающая надпись «ЗОЛОТОЕ КОЛЬЦО РОССИИ», при этом каждое слово отделено друг от друга участком, состоящим из 20 рифов. |
| Назван Переяславлем-Залесским в честь южнорусского Переяславля. С XV века произношение изменилось на Переславль-Залесский. Находился за лесами в Залесье — области полей и земледелия, поэтому и назван Залесским. Основан в 1152 году Ростово-Суздальским князем Юрием Долгоруким. В 1220 в Переславле родился князь Александр Невский.                                                      | | |
| | На диске — Святые ворота с надвратной церковью Федора Стратилата, на втором плане — купола церквей, кроны деревьев, на кольце внизу по окружности — надпись: «АЛЕКСАНДРОВ» | - Название: Александров - Дата выпуска: 1 октября 2008 года - Каталожный номер: 5612-0006 Архивная копия от 23 января 2020 на Wayback Machine - Художник: Е. И. Новикова. - Скульптор: Е. И. Новикова. - Чеканка: Санкт-Петербургский монетный двор. - Оформление гурта: выступающая надпись «ЗОЛОТОЕ КОЛЬЦО РОССИИ», при этом каждое слово отделено друг от друга участком, состоящим из 20 рифов. |
| Поселение на месте нынешнего города известно с середины XIV века, в документах XIV—XV веков упоминается под названием Великая слобода, с начала XVI века — Новое село Александровское и Александрова (Александровская) слобода. Близость слободы к Москве, Троице-Сергиевой лавре и Переславлю-Залесскому сделало её в XV веке местом отдыха московских князей во время поездок на богомолье. | | |

| Номинал  | Качество | Металл, проба                      | Масса общая, г | Содержание химически чистого металла не менее, г | Диаметр, мм   | Толщина, мм | Тираж, шт.            |
| -------- | -------- | ---------------------------------- | -------------- | ------------------------------------------------ | ------------- | ----------- | --------------------- |
| 5 рублей | пруф     | серебро 925/1000 ; золото 999/1000 | 41,65 (±0,75)  | 23,30 ; 16,20                                    | 39,50 (±0,30) | 3,35(±0,35) | 1 000 (каждой монеты) |

#### 100 рублей
| Изображение | Описание | Примечание |
| ----------- | --- | --- |
|             | На диске — эмблема Банка России (двуглавый орёл с опущенными крыльями, под ним — надпись полукругом «БАНК РОССИИ»), обрамленная кругом из точек, внизу: слева — обозначения драгоценного металла и пробы сплава, справа — содержание химически чистого металла. На кольце надписи полукругом — вверху: «СТО РУБЛЕЙ», внизу: слева — обозначения драгоценного металла и пробы сплава, в центре — дата выпуска: «2008 г.», справа — содержание химически чистого металла и товарный знак монетного двора. | |
|             | На диске — панорама архитектурного ансамбля монастырей, на первом плане — Плещеево озеро, две плывущие лодки, на берегу — деревья, на кольце внизу по окружности — надпись: «ПЕРЕСЛАВЛЬ-ЗАЛЕССКИЙ». | - Название: Переславль-Залесский - Дата выпуска: 1 октября 2008 года - Каталожный номер: 5617-0005 Архивная копия от 20 января 2020 на Wayback Machine - Художник: А. Д. Щаблыкин. - Скульптор: А. В. Черноусов. - Чеканка: Московский монетный двор. - Оформление гурта: 252 рифления. |
|             | | |
|             | На первом плане диска — крепостные стены и Святые ворота с надвратной церковью Феодора Стратилата, за ними — Троицкий собор, справа — Распятская колокольня, на втором плане — Покровская и Успенская церкви, на кольце внизу по окружности — надпись: «АЛЕКСАНДРОВ». | - Название: Александров - Дата выпуска: 1 октября 2008 года - Каталожный номер: 5617-0006 Архивная копия от 23 января 2020 на Wayback Machine - Художник: Е. И. Новикова. - Скульптор: Е. И. Новикова. - Чеканка: Санкт-Петербургский монетный двор. - Оформление гурта: 252 рифления.  |
|             | | |

| Номинал    | Качество | Металл, проба                      | Масса общая, г | Содержание химически чистого металла не менее, г | Диаметр, мм   | Толщина, мм  | Тираж, шт.            |
| ---------- | -------- | ---------------------------------- | -------------- | ------------------------------------------------ | ------------- | ------------ | --------------------- |
| 100 рублей | пруф     | серебро 925/1000 ; золото 999/1000 | 219,55 (±3,50) | 124,40 ; 84,60                                   | 60,00 (±0,50) | 7,00 (±0,50) | 1 000 (каждой монеты) |